# Ulanów
Ulanów este un oraș în Polonia.